# Португальська академія історії

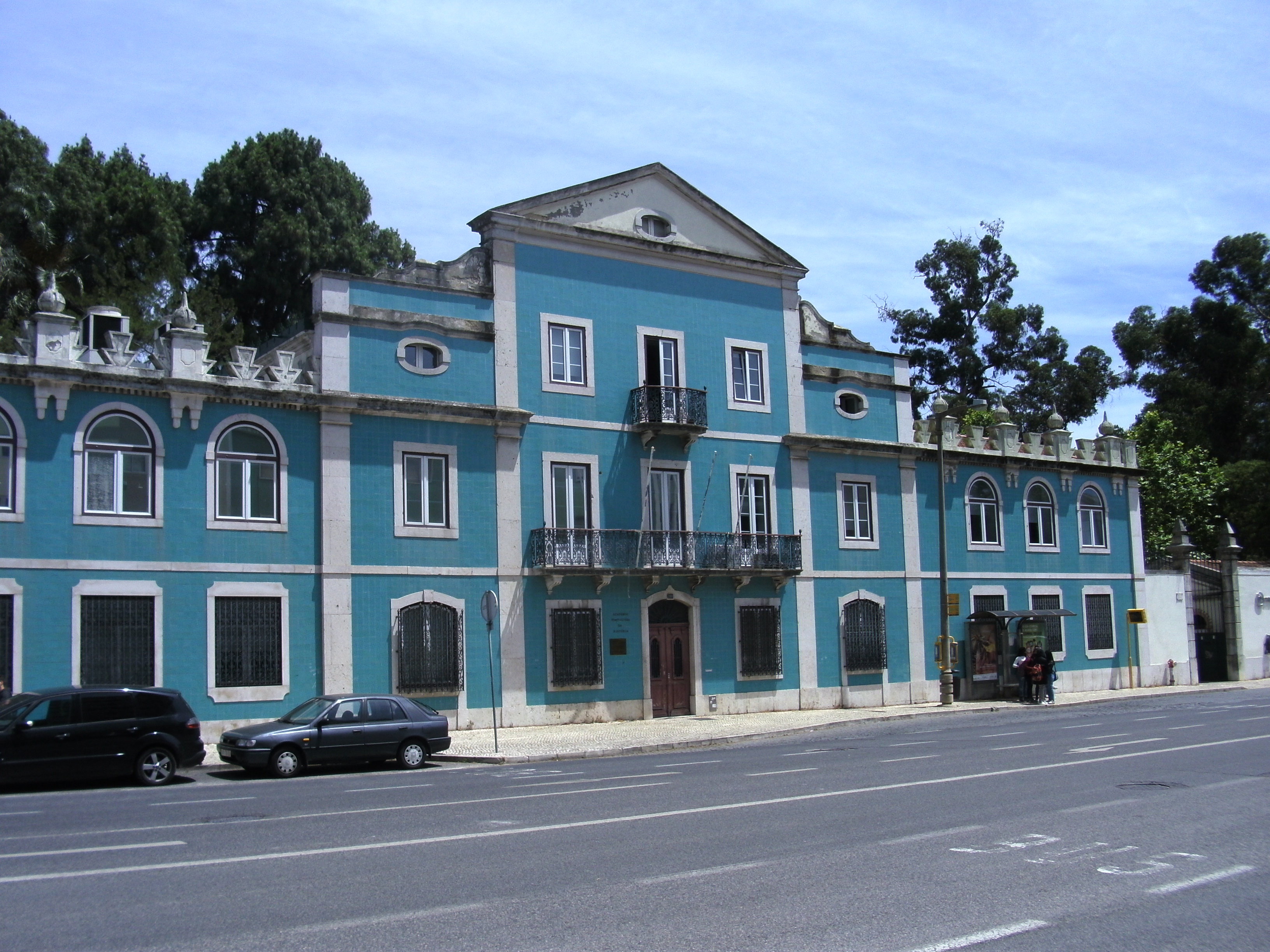
Будівля академії в Лісабоні.

Португа́льська акаде́мія істо́рії (порт. Academia Portuguesa da História) — офіційна наукова установа Португалії, що займається дослідженням історії, переважно історії Португалії. Розташована у Бузковому палаці, в Лісабоні. Заснована 19 травня 1936 року рішенням португальського уряду з метою докорінної ідеологічно-патріотичної реформи у Новій Державі. Розпочалася свою діяльність 9 січня 1938 року з першої наради академії. Стала фактичною спадкоємницею Королівської академії історії Португалії (1720—1776), створеної королем Жуаном V. Продовжила існування після повалення Нової Держави в 1974 році. Підпорядкована міністерству культури Португалії. Керується власним статутом, згідно з яким проводить наукові дослідження в галузі історії та публікує їх португальською та іншими мовами; сприяє поширенню знань про історію Португалії та про внесок португальців у світову цивілізацію; проводить систематичне видань джерел з історії Португалії; займається збереженням і захистом історичної національної спадщини. Складається з постійних 40 академіків (30 португальців і 10 бразильців); ними стають історики, які відзначилися в галузі історичних досліджень або мають особливі заслуги перед академією. Кількість усіх членів академії, включно з членами-кореспондентами не перевищує 190 осіб (з них — 80 португальців, 20 бразильців, 10 громадян португаломовних країн; решта — громадяни інших держав). Очолюється президентом академії, що обирається з числа членів. Видає щорічні періодичні видання: «Бюлетень Португальської академії історії» (порт. Boletim da Academia Portuguesa da História) і «Аннали Португальської академії історії» (порт. Anais da Academia Portuguesa da História). 20 червня 1941 року нагороджена Великим хрестом Ордену Сантьяго да Еспада, а 25 січня 1988 року стала почесним членом Орден Інфанта дона Енріке.

## Президенти
- 1936-1941: António Garcia Ribeiro de Vasconcelos
- 1945-1963: José Caeiro da Mata
- 1964-1966: Possidónio Mateus Laranjo Coelho
- 1966-1972: Manuel Lopes de Almeida
- 1972-1975: António da Silva Rego
- 1975-2006: Joaquim Veríssimo Serrão
- з 2006: Manuela Mendonça

## Члени
- Йозеф Віцкі